# Fahrdynamik-Regel

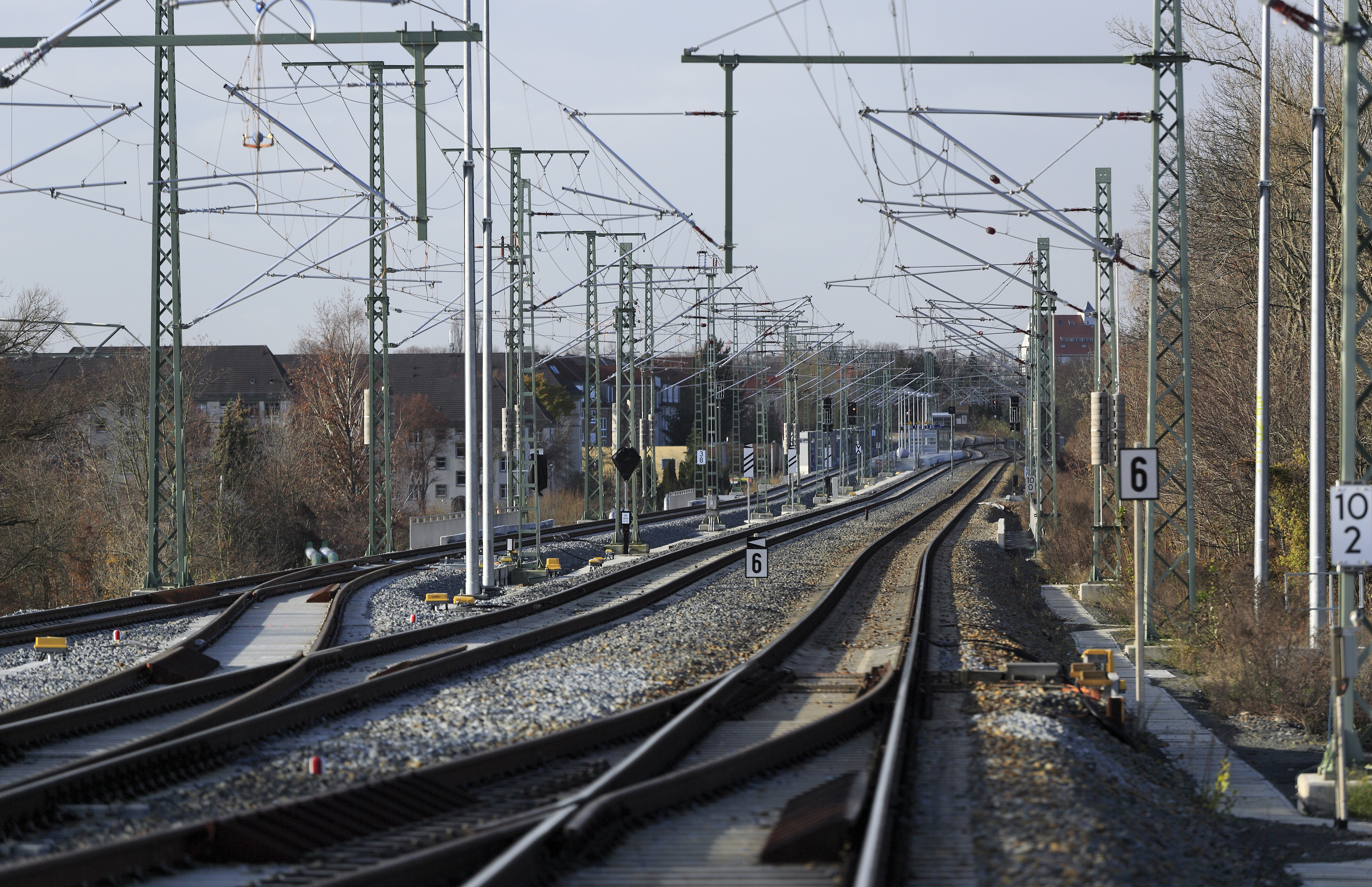
Durch die 30-Sekunden-Regel sollen energetisch wirtschaftliche Fahrweisen generiert werden. Diese können sowohl in der Trassierung als auch Fahrzeitrechnung berücksichtigt werden.

Die Fahrdynamik-Regel (auch 30-Sekunden-Regel genannt) besagt, dass die Geschwindigkeit nach einem Geschwindigkeitswechsel und der darauffolgenden Beschleunigungsphase eines Zuges für mindestens 30 Sekunden gehalten werden sollte, bevor ein Bremsvorgang für den nachfolgenden Geschwindigkeitswechsel eingeleitet werden muss.
Nach dieser Regelung werden Streckenhöchstgeschwindigkeiten auf Strecken mit kurzen Haltestellenabständen dimensioniert. Die Planungen berücksichtigen, dass Züge die zulässige Höchstgeschwindigkeit für mindestens 30 Sekunden lang halten können. Andernfalls entsteht keine energetisch wirtschaftliche Fahrweise. Ein unternehmensinternes Regelwerk der DB InfraGO sieht für mögliche Geschwindigkeitsanhebungen gewisse Mindestlängen in Abhängigkeit der Geschwindigkeitsdifferenz vor. Die Mindestlänge setzt sich aus den Teilabschnitten Beschleunigungsstrecke, Beharrungsstrecke und Bremsstrecke zusammen.
Die 30-Sekunden-Regel kann jedoch nicht nur in der Trassierungsplanung, sondern auch in der Fahrtzeitrechnung Anwendung finden. Sollten Zugfahrten die örtlich zulässige Höchstgeschwindigkeit im Zuge kurzer Haltabstände nicht erreichen, kann die DB InfraGO bei der Trassenkonstruktion auch die 30-Sekunden-Regel einbeziehen.
Das Institut für Regional- und Fernverkehrsplanung sieht den von DB InfraGO angesetzten Wert in Höhe von 30 Sekunden als zu hoch. Die Autoren für das zum Institut gehörenden Fahrplanbearbeitungssystem FBS sehen einen Wert von zehn Sekunden als realistisch.